# Вологез VI
Вологез VI - імовірно, цар Парфії з династії  Аршакідів.
Його історія маловідома. Існують монети, викарбувані від його імені в період 227/228 - після падіння влади парфянських Аршакідів в результаті перевороту на чолі з Ардаширом I з династії Сасанідів. Ймовірно, був представником династії Аршакідів, ще деякий час утримував владу в віддалених східних провінціях колишнього Парфянського царства - до повного встановлення контролю над ними з боку Сасанідів.

## Див. Також
- Аршакіди